# خانه محمد حفیظ
خانه محمد حفیظ مربوط به دوره قاجار است و در شیراز، محله سرباغ، کوچه خانقاه احمدی، تاق بیضایی، پلاک ۸ واقع شده و این اثر در تاریخ ۱۰ خرداد ۱۳۸۲ با شمارهٔ ثبت ۸۹۹۲ به‌عنوان یکی از آثار ملی ایران به ثبت رسیده است.